# 僕の恋、彼の秘密
『僕の恋、彼の秘密』（ぼくのこい、かれのひみつ、原題：十七歳的天空、英題：Formula 17）は、2004年公開の台湾映画。

## キャスト
| 役名               | 俳優                         | 日本語吹替 |
| ------------------ | ---------------------------- | ---------- |
| ティエン（周天財） | トニー・ヤン（楊祐寧）       | 私市淳     |
| バイ（白鐵男）     | ダンカン・チョウ（周群達）   | 東地宏樹   |
| ユー（童文宇）     | キング・チン（金勤）         | 山口登     |
| CC                 | ダダ・ジー（季宏全）         | 大西健晴   |
| アラン             | ジミー・ヤン（楊俊明）       | 吉野裕行   |
| ジュン（俊）       | ジェイソン・チャン（張大鏞） | 小松史法   |
| ケヴィン           | ラダー・ユウ（余發揚）       |            |
| ジェイ             | ホァン・グワンジー（黃冠捷） |            |

## ノベライズ
- ラディ・ユウ 脚本 / チョン・リン 著 / 松繁梢子 訳、『僕の恋、彼の秘密』（竹書房文庫、2005年） ISBN 4-8124-2470-4

## 上映
- 2011年(第7回)香川レインボー映画祭[1]（10月9日）
- 第1回愛媛LGBT映画祭2011[2]（12月3日〜9日）